# Fortitudo Mozzecane Calcio Femminile 2011-2012
Questa voce raccoglie le informazioni riguardanti la Associazione Sportiva Dilettantistica Fortitudo Mozzecane Calcio Femminile nelle competizioni ufficiali della stagione 2011-2012.

## Stagione
La Fortitudo continua a stupire e salire. Dopo un appassionante duello con la Fiammamonza vince il campionato (70 punti) tenendo tutti col fiato sospeso fino all'ultima giornata e acquisisce il diritto a partecipare al massimo campionato italiano, proprio in occasione del 15º compleanno. Una storia a lieto fine e senza precedenti per un comune di 6.000 abitanti. La Primavera vince il proprio girone, diventa campione del Triveneto, ma non supera nemmeno questa volta lo scoglio dei quarti. Il settore giovanile (3 squadre) mostra segnali di ripresa.

## Organigramma societario
Aggiornato alla fine della stagione.
- Alberto Facincani - Presidente
- Italo Martinelli - Presidente onorario
- Giorgio Terrazzani - Vicepresidente
- Giuseppe Boni - Direttore sportivo
- Alessio Pecchini - Team manager
- Mattia De Mori - Segretario

- Antonella Formisano - Allenatore
- Daniele Signori - Allenatore in seconda
- Francesco Castiglioni - Allenatore portieri
- Alberto Vanoni - Allenatore Primavera
- Roberto Ciresa - Medico sociale
- Adriano Cazzola - Fisioterapista
- Laura Pomari - Massaggiatore

## Rosa
Rosa aggiornata alla fine della stagione.
| N. |                   | Ruolo | Calciatrice         |
| -- | ----------------- | ----- | ------------------- |
|    | Italia (bandiera) | P     | Paola Bianchi       |
|    | Italia (bandiera) | P     | Ylenia Colcera      |
|    | Italia (bandiera) | P     | Chiara Rebonato     |
|    | Italia (bandiera) | D     | Giulia Caliari      |
|    | Italia (bandiera) | D     | Irene Cordioli      |
|    | Italia (bandiera) | D     | Miriam D'Alessandro |
|    | Italia (bandiera) | D     | Elisa Giubertoni    |
|    | Italia (bandiera) | D     | Elena Nicolis       |
|    | Italia (bandiera) | D     | Elisa Pinaroli      |
|    | Italia (bandiera) | D     | Francesca Salaorni  |
|    | Italia (bandiera) | D     | Alessia Venturini   |
|    | Italia (bandiera) | C     | Laura Barbierato    |
|    | Italia (bandiera) | C     | Elena Benini        |

| N. |                   | Ruolo | Calciatrice         |
| -- | ----------------- | ----- | ------------------- |
|    | Italia (bandiera) | C     | Alessandra Bindella |
|    | Italia (bandiera) | C     | Zoe Caneo           |
|    | Italia (bandiera) | C     | Lisa Faccioli       |
|    | Italia (bandiera) | C     | Alessia Pecchini    |
|    | Italia (bandiera) | C     | Rachele Peretti     |
|    | Italia (bandiera) | C     | Elisa Scattolini    |
|    | Italia (bandiera) | A     | Deila Boni          |
|    | Italia (bandiera) | A     | Anna Mecenero       |
|    | Italia (bandiera) | A     | Elena Paderno       |
|    | Italia (bandiera) | A     | Rachele Perobello   |
|    | Italia (bandiera) | A     | Giulia Rizzi        |
|    | Italia (bandiera) | A     | Giulia Troiani      |

## Risultati

### Coppa Italia
| Arbitro: | Gosetto (Schio) |

|                                                           |           |  |
| Peretti 40’ Perobello 46’ Boni 72’ Caneo 80’ Pecchini 85’ | Marcatori |  |

| Arbitro: | Sartori (Padova) |

|                                                                |           |  |
| Toselli 4’ Rocha 23’, 29’, 49’, 71’ Girelli 53’ De Stefano 83’ | Marcatori |  |

## Statistiche

### Statistiche di squadra
| Competizione | Punti | In casa | In casa | In casa | In casa | In casa | In casa | In trasferta | In trasferta | In trasferta | In trasferta | In trasferta | In trasferta | Totale | Totale | Totale | Totale | Totale | Totale | DR  |
| Competizione | Punti | G       | V       | N       | P       | Gf      | Gs      | G            | V            | N            | P            | Gf           | Gs           | G      | V      | N      | P      | Gf     | Gs     | DR  |
| ------------ | ----- | ------- | ------- | ------- | ------- | ------- | ------- | ------------ | ------------ | ------------ | ------------ | ------------ | ------------ | ------ | ------ | ------ | ------ | ------ | ------ | --- |
| Serie A2     | 70    | 13      | .       | .       | .       | .       | .       | 13           | .            | .            | .            | .            | .            | 26     | 22     | 4      | 0      | 95     | 27     | +68 |
| Coppa Italia | 3     | 1       | 1       | 0       | 0       | 5       | 0       | 1            | 0            | 0            | 1            | 0            | 7            | 2      | 1      | 0      | 1      | 5      | 7      | -2  |
| Totale       | 73    | 14      | .       | .       | .       | .       | .       | 14           | .            | .            | .            | .            | .            | 26     | 23     | 4      | 1      | 100    | 34     | +66 |

### Statistiche dei giocatori
Presenze e reti.
| Giocatore       | Serie A2 | Serie A2 | Serie A2    | Serie A2   | Coppa Italia | Coppa Italia | Coppa Italia | Coppa Italia | Totale   | Totale | Totale      | Totale     |
| Giocatore       | Presenze | Reti     | Ammonizioni | Espulsioni | Presenze     | Reti         | Ammonizioni  | Espulsioni   | Presenze | Reti   | Ammonizioni | Espulsioni |
| --------------- | -------- | -------- | ----------- | ---------- | ------------ | ------------ | ------------ | ------------ | -------- | ------ | ----------- | ---------- |
| L. Barbierato   | 24       | 2        | 1           | 0          | 2            | 0            | 0            | 0            | 26       | 2      | 1           | 0          |
| E. Benini       | 9        | 0        | 0           | 0          | 0            | 0            | 0            | 0            | 9        | 0      | 0           | 0          |
| P. Bianchi      | 10       | -11      | 0           | 0          | 2            | -7           | 0            | 0            | 12       | -18    | 0           | 0          |
| A. Bindella     | 4        | 0        | 0           | 0          | 1            | 0            | 0            | 0            | 5        | 0      | 0           | 0          |
| D. Boni         | 25       | 21       | 0           | 0          | 2            | 1            | 0            | 0            | 27       | 22     | 0           | 0          |
| G. Caliari      | 1        | 0        | 0           | 0          | 0            | 0            | 0            | 0            | 1        | 0      | 0           | 0          |
| Z. Caneo        | 11       | 0        | 0           | 0          | 1            | 1            | 0            | 0            | 12       | 1      | 0           | 0          |
| Y. Colcera      | 18       | -16      | 0           | 0          | 0            | 0            | 0            | 0            | 18       | -16    | 0           | 0          |
| I. Cordioli     | 24       | 1        | 0           | 0          | 2            | 0            | 0            | 0            | 26       | 1      | 0           | 0          |
| M. D'Alessandro | 25       | 1        | 4           | 0          | 2            | 0            | 0            | 0            | 27       | 1      | 4           | 0          |
| L. Faccioli     | 25       | 15       | 0           | 0          | 2            | 0            | 0            | 0            | 27       | 15     | 0           | 0          |
| E. Giubertoni   | 13       | 0        | 1           | 0          | 2            | 0            | 1            | 0            | 15       | 0      | 2           | 0          |
| A. Mecenero     | 1        | 0        | 0           | 0          | 0            | 0            | 0            | 0            | 1        | 0      | 0           | 0          |
| E. Nicolis      | 23       | 7        | 3           | 2          | 2            | 0            | 0            | 0            | 25       | 7      | 3           | 2          |
| E. Paderno      | 0        | 0        | 0           | 0          | 1            | 0            | 0            | 0            | 1        | 0      | 0           | 0          |
| A. Pecchini     | 26       | 3        | 0           | 0          | 2            | 1            | 0            | 0            | 28       | 4      | 0           | 0          |
| R. Peretti      | 20       | 13       | 1           | 1          | 2            | 1            | 0            | 0            | 22       | 14     | 1           | 1          |
| R. Perobello    | 25       | 27       | 6           | 0          | 2            | 1            | 0            | 0            | 27       | 28     | 6           | 0          |
| E. Pinaroli     | 5        | 0        | 0           | 0          | 0            | 0            | 0            | 0            | 5        | 0      | 0           | 0          |
| C. Rebonato     | 0        | 0        | 0           | 0          | 0            | 0            | 0            | 0            | 0        | 0      | 0           | 0          |
| G. Rizzi        | 20       | 4        | 1           | 0          | 0            | 0            | 0            | 0            | 20       | 4      | 1           | 0          |
| F. Salaorni     | 4        | 0        | 1           | 0          | 0            | 0            | 0            | 0            | 4        | 0      | 1           | 0          |
| E. Scattolini   | 3        | 0        | 0           | 0          | 0            | 0            | 0            | 0            | 3        | 0      | 0           | 0          |
| G. Troiani      | 11       | 0        | 0           | 0          | 1            | 0            | 0            | 0            | 12       | 0      | 0           | 0          |
| A. Venturini    | 24       | 0        | 0           | 0          | 2            | 0            | 0            | 0            | 26       | 0      | 0           | 0          |